# Emmelia imitatrix
Emmelia imitatrix is een vlinder van de familie van de uilen (Noctuidae). De wetenschappelijke naam van deze soort is voor het eerst voorgesteld als Acontia imitatrix door Hans Daniel Johan Wallengren in een publicatie uit 1856.
De soort komt voor in:
- het Palearctisch gebied waaronder Marokko en
- het Afrotropisch gebied waaronder Kaapverdië, Mauritanië, Senegal, Gambia, Guinee, Burkina Faso, Niger, Ghana, Togo, Nigeria, Kameroen, Djibouti, Ethiopië, Somalië, Kenia, Rwanda, Tanzania, Angola, Zambia, Mozambique, Namibië, Botswana, Zimbabwe, Zuid-Afrika, Eswatini, Madagaskar, Saudi-Arabië, Oman en Jemen.